# 巴楚县
巴楚县（維吾爾語：مارالبېشى ناھىيىسى ‎，拉丁维文：Maralbéshi Nahiyisi，玛热勒巴什县）是中华人民共和国新疆维吾尔自治区喀什地区所辖的一个县。总面积为18491平方公里，常住人口約37万人。

## 行政区划
巴楚县下辖4个镇、8个乡：
巴楚镇、色力布亚镇、阿瓦提镇、三岔口镇、恰尔巴格乡、多来提巴格乡、阿纳库勒乡、夏马勒乡、阿克萨克玛热勒乡、阿拉根乡、琼库恰克乡和英吾斯坦乡。

## 知名人物
- 尧乐博士
- 和晶

## 人口
2020年末，根据第七次人口普查数据显示常住人口为366141人。
总户数10.48万户，人口38.45万人，其中男性19.32万人。维吾尔族359441人，汉族24157人，哈萨克族14人。

## 事件
2013年4月23日境内发生一起暴力事件，同年11月16日再次发生一起暴力事件。到了2014年10月12日，再次发生一起暴力事件，导致22人死亡。